# انتشارات دانشگاهی میسیسیپی
انتشارات دانشگاهی میسیسیپی (انگلیسی: University Press of Mississippi) انتشاراتی است که از سوی هشت دانشگاه در ایالت میسیسیپی حمایت می‌شود و انتشار آثار آنان را به عهده دارد. از جمله این دانشگاه‌ها می‌توان به الکورن استیت یونیورسیتی، دانشگاه ایالتی جکسون، دانشگاه ایالتی میسیسیپی، میسسیپی ولی استیت یونیورسیتی و دانشگاه میسیسیپی اشاره کرد.